# Programa agrario de la socialdemocracia en la primera revolución rusa (1905-1907)

El programa agrario de la socialdemocracia en la primera revolución rusa de 1905-1907 es un libro escrito por Lenin a finales de 1907 y publicado  en San Petersburgo, en 1908, para fundamentar el programa agrario de nacionalización de la tierra. La edición fue decomisada y quemada por la policía zarista y el libro solo se divulgó a partir de su segunda edición en 1917.

## Análisis de la situación rural de Rusia
Expone las bases económicas y la esencia de la revolución agraria en Rusia. Constata la existencia del latifundismo y millones de pequeñas haciendas de campesinos que vivían al borde del hambre, la pobreza y la ignorancia. A partir de las estadísticas registra cuatro grupos de posesiones territoriales: la masa de economías campesinas pobres; una minoría de campesinos medios que conseguían mantener a su familia; otra minoría de campesinos ricos que se convertían en burguesía rural y los latifundios, con grandes extensiones territoriales.
Para Lenin la tendencia objetiva de la lucha campesina en Rusia apuntaba a la destrucción de la gran propiedad de los terratenientes y al paso de la tierra a manos de los campesinos.
En la obra Lenin expone la teoría de los dos tipos de desarrollo capitalista del campo: el tipo ”prusiano” o junker, a partir de la gran propiedad terrateniente; y el tipo “norteamericano” o farmer, a partir de los campesinos. La situación rusa se caracterizaba, según Lenin, por la lucha entre estos dos tipos de desarrollo rural y a la socialdemocracia y a la clase obrera les correspondía apoyar decididamente al campesinado en lucha y al desarrollo por la vía campesina.
Para Lenin la vía terrateniente de desarrollo era la menos rápida, significaba un desarrollo retardado del capitalismo por la carga de la renta, expresada en altos precios de la tierra o en altos arriendos y además, ocasionaba el sufrimiento, la opresión y la explotación de las masas campesinas y proletarias, en grados considerablemente mayores. Por consiguiente, consideraba en contradicción con la burguesía liberal, que desde la visión obrera socialista la vía campesina era la más adecuada a la situación en una cual la cuestión agraria determinaba a dimensión y profundidad de la revolución.
Con estas premisas, Lenin criticó las posiciones de las clases y partidos rusos, incluido el Partido Obrero Socialdemócrata de Rusia (POSDR). Según él, la burguesía liberal y su partido kadete procuraban el mantenimiento de la hacienda terrateniente y la entrega a los campesinos en lucha de algunas parcelas de tierra previo pago a los latifundistas de “rescate” (indemnización), que Lenin consideraba un ”tributo impuesto al desarrollo social”, por lo que exigía confiscar los latifundios.

## Los programas del POSDR
Lenin analiza los programas agrarios de su propio partido, aprobados en los congresos de 1885, 1903 y 1906. Explica que el programa del I Congreso aunque reivindicó una “revisión radical de las relaciones agrarias”, no propuso ningún criterio concreto para llevarla a cabo.
El II Congreso constató la lucha de intereses entre los campesinos y los terrateniente, pero según Lenin, cometió el error de dirigir la reforma agraria solo contra las tierras que servían para una "avasalladora explotación feudal", separando las explotadas del modo capitalista, en vez de dirigirla contra toda propiedad terrateniente, como lo hacía la lucha campesina.
El IV Congreso, celebrado en 1906, se centró en el debate sobre el programa agrario. Lenin estimaba que fue muy importante que se colocara en el camino de “reconocer de forma resuelta la revolución agraria campesina”, a la vez que exigía la confiscación de las tierras de los terratenientes.
Sin embargo, el programa de 1906 no incluyó la nacionalización de la tierra, por lo que el libro se centra en polemizar con el programa menchevique de municipalización, que no permitía eliminar la renta absoluta terrateniente y, pretextando respetar la pequeña propiedad privada, se oponía a la demanda de nacionalización de la tierra, que todos los delegados y partidos campesinos hacían con claridad. Lenin criticó también la propuesta de algunos bolcheviques, como Shanin y Boíisov, que se oponían a incluir en el programa la nacionalización, dejando apenas el reparto de las tierras a los campesinos.

## Renta de la tierra
Lenin defendía sus tesis agrarias desde el marco teórico que le permitía la teoría de la renta del suelo de Karl Marx, quien diferenciaba la renta absoluta, obtenida por la concentración de la propiedad privada de la tierra y las rentas diferenciales, que resultaban de las diferentes calidades y ubicaciones del suelo o de la inversión de capital e innovación tecnológica en la producción. Para Marx, la renta absoluta era una carga que obstaculizaba y demoraba el desarrollo capitalista, pero en cambio, las rentas diferenciales, eran parte del propio desarrollo capitalista.
Así, tanto para Marx, como para Lenin, la nacionalización de la tierra no era en sí misma una reivindicación socialista, pues no significaba por ella sola terminar las relaciones capitalistas, sino que incluso podía acelerar el desarrollo capitalista. Lenin consideraba que los partidos campesinos populistas, que luchaban consecuentemente por la nacionalización de la tierra, la confundían con el socialismo o con la "igualdad", pero su lucha tenía un contenido económico y un sentido histórico legítimos.

## 1917
En el epílogo del libro, escrito en 1917 en plena revolución, Lenin sostuvo que en la situación creada en Rusia en ese momento, la nacionalización de la tierra no solo era la "última palabra" de la revolución democrático burguesa, sino también "un paso al socialismo".
La revolución de octubre de 1917 llevó a la práctica el programa agrario defendido por Lenin. El 26 de octubrejul./ 8 de noviembregreg., el Segundo Congreso de toda Rusia de los Soviets aprobó el Decreto sobre la Tierra, con el contenido íntegro del “mandato campesino” publicado por el Soviet de diputados campesinos y redactado sobre la base de los 242 mandatos campesinos locales. Este mandato declaraba:
"Será abolido para siempre el derecho de propiedad privada de la tierra; la tierra no podrá ser vendida, comprada, arrendada, hipotecada o alienada de modo ninguno... se convertirán en propiedad de todo el pueblo y pasarán a ser usufrutuadas por aquellos que las trabajan... Las tierras en las que se practica una agricultura de alto nivel técnico... no serán divididas, sino convertidas en haciendas modelo y entregadas en usufructo exclusivo al Estado o a las comunidades rurales... El derecho al usufructo será otorgado a todos los ciudadanos del Estado ruso, sin distinción de sexo, que deseen cultivarla..."
Al aprobarse este decreto sobre la tierra algunas voces protestaban en la sala, porque mandato y decreto fueron redactados por socialistas revolucionarios, la respuesta fue: “¿Qué importa? No interesa quien los haya redactado; como gobierno democrático no podemos ignorar la decisión de las masas populares incluso si no podemos estar de acuerdo con ellas”. Con la misma visión de apoyar a los campesinos revolucionarios para conseguir el apoyo campesino a la revolución proletaria, el III Congreso Panruso de los Soviets aprobó el 18 de enero de 1918 la a Ley Fundamental de la Socialización de la Tierra. La obtención de tierras por el campesinado más pobre causó un aumento significativo de la proporción de campesinos medios.